# Montreux Volley Masters 2016
Montreux Volley Masters 2016 spelades 31 maj till 5 juni 2016 i Montreux, Schweiz. Det var den 31:a upplagan av turneringen och åtta damlandslag i volleyboll deltog. Kina vann tävlingen för sjätte gången genom att besegra Thailand i finalen. Hui Ruoqi utsågs till mest värdefulla spelare.

## Arenor
|                                                                    |  |  |
|                                                                    |  |  |
| Salle Omnisports du Pierrier Stad: Montreux Kapacitet: - Öppnad: - |  |  |

## Regelverk

### Format
- Tävlingen började med gruppspel där lagen fördelades på två grupper om fyra lag
- De två första lagen i varje grupp gick vidare till slutspel om plats 1-4. Slutspelet genomfördes i cupformat.
- De två sista lagen möte ett lag från den andra gruppen för spel om (delad) femteplats.

### Metod för att bestämma tabellplacering
Om slutresultatet blev 3-0 eller 3-1 tilldelades 3 poäng till det vinnande laget och 0 till det förlorande laget, om slutresultatet blev 3-2 tilldelades 2 poäng till det vinnande laget och 1 till det förlorande laget. 
Lagens position i respektive grupp bestämdes utifrån (i tur och ordnign):
- Poäng
- Antal vunna matcher
- Kvot vunna / förlorade set
- Kvot vunna / förlorade poäng.

## Deltagande lag
| Lag           | Turnering | Deltog senast                |
| ------------- | --------- | ---------------------------- |
| Belgien       | Wild card | Coupes des Nations 1984      |
| Brasilien     | Wild card | Montreux Volley Masters 2014 |
| Kina          | Wild card | Montreux Volley Masters 2015 |
| Nederländerna | Wild card | Montreux Volley Masters 2015 |
| Serbien       | Wild card | Montreux Volley Masters 2008 |
| Schweiz       | Wild card | Montreux Volley Masters 2014 |
| Thailand      | Wild card | Debut                        |
| Turkiet       | Wild card | Montreux Volley Masters 2015 |

## Turneringen

### Gruppspelsfasen
| Grupp A   | Grupp B       |
| --------- | ------------- |
| Belgien   | Nederländerna |
| Brasilien | Serbien       |
| Kina      | Schweiz       |
| Turkiet   | Thailand      |

#### Grupp A

##### Resultat
| 31 maj 2016 Salle Omnisports du Pierrier, Montreux Speltid: 1h:29 - Åskådare: 1 540  | Kina      | 3 - 0 | Brasilien | 25-20, 25-17, 25-22               |
| 31 maj 2016 Salle Omnisports du Pierrier, Montreux Speltid: 1h:40 - Åskådare: 1 040  | Turkiet   | 1 - 3 | Belgien   | 24-26, 25-16, 21-25, 13-25        |
| 1º juni 2016 Salle Omnisports du Pierrier, Montreux Speltid: 1h:42 - Åskådare: 1 140 | Kina      | 1 - 3 | Turkiet   | 21-25, 25-15, 19-25, 15-25        |
| 2 juni 2016 Salle Omnisports du Pierrier, Montreux Speltid: 1h:17 - Åskådare: 790    | Belgien   | 0 - 3 | Kina      | 23-25, 20-25, 21-25               |
| 2 juni 2016 Salle Omnisports du Pierrier, Montreux Speltid: 2h:27 - Åskådare: 1 420  | Turkiet   | 3 - 2 | Brasilien | 25-19, 26-28, 20-25, 25-21, 15-12 |
| 3 juni 2016 Salle Omnisports du Pierrier, Montreux Speltid: 1h:20 - Åskådare: 1 330  | Brasilien | 3 - 0 | Belgien   | 25-21, 25-20, 25-22               |

##### Sluttabell
| Pos. | Lag       | Pt | M | V | F | SV | SF | Kvot  | PV  | PF  | Kvot  |
| ---- | --------- | -- | - | - | - | -- | -- | ----- | --- | --- | ----- |
| 1    | Kina      | 6  | 3 | 2 | 1 | 7  | 3  | 2.333 | 230 | 213 | 1.079 |
| 2    | Turkiet   | 5  | 3 | 2 | 1 | 7  | 6  | 1.166 | 284 | 277 | 1.025 |
| 3    | Brasilien | 4  | 3 | 1 | 2 | 5  | 6  | 0.833 | 239 | 249 | 0.959 |
| 4    | Belgien   | 3  | 3 | 1 | 2 | 3  | 7  | 0.428 | 219 | 233 | 0.939 |

#### Grupp B

##### Resultat
| 31 maj 2016 Salle Omnisports du Pierrier, Montreux Speltid: 1h:11 - Åskådare: 800    | Serbien       | 3 - 0 | Schweiz       | 25-10, 25-19, 25-17               |
| 1º juni 2016 Salle Omnisports du Pierrier, Montreux Speltid: 1h:08 - Åskådare: 1 060 | Schweiz       | 0 - 3 | Nederländerna | 22–25, 9–25, 19–25                |
| 1º juni 2016 Salle Omnisports du Pierrier, Montreux Speltid: 2h:03 - Åskådare: 720   | Serbien       | 2 - 3 | Thailand      | 25-16, 19-25, 21-25, 25-20, 13-15 |
| 2 juni 2016 Salle Omnisports du Pierrier, Montreux Speltid: 2h:04 - Åskådare: 980    | Thailand      | 3 - 2 | Nederländerna | 26-28, 21-25, 25-20, 25-23, 15-10 |
| 3 juni 2016 Salle Omnisports du Pierrier, Montreux Speltid: 1h:15 - Åskådare: 2 340  | Thailand      | 3 - 0 | Schweiz       | 25-23, 25-14, 25-18               |
| 3 juni 2016 Salle Omnisports du Pierrier, Montreux Speltid: 1h:54 - Åskådare: 1 520  | Nederländerna | 3 - 1 | Serbien       | 25-18, 25-23, 22-25, 26-24        |

##### Sluttabell
| Pos. | Lag           | Pt | M | V | F | SV | SF | Kvot  | PV  | PF  | Kvot  |
| ---- | ------------- | -- | - | - | - | -- | -- | ----- | --- | --- | ----- |
| 1    | Thailand      | 7  | 3 | 3 | 0 | 9  | 4  | 2.250 | 288 | 264 | 1.090 |
| 2    | Nederländerna | 7  | 3 | 2 | 1 | 8  | 4  | 2.000 | 279 | 252 | 1.107 |
| 3    | Serbien       | 4  | 3 | 1 | 2 | 6  | 6  | 1.000 | 268 | 245 | 1.093 |
| 4    | Schweiz       | 0  | 3 | 0 | 3 | 0  | 9  | 0.000 | 151 | 225 | 0.671 |

### Slutspelsfasen

#### Spelschema
|  | Semifinaler   | Semifinaler |          |      | Final               | Final               |  |
|  |               |             |          |      |                     |                     |  |
|  | Kina          | 3           |          |      |                     |                     |  |
|  | Kina          | 3           |          |      |                     |                     |  |
|  | Nederländerna | 2           |          |      |                     |                     |  |
|  | Nederländerna | 2           |          | Kina | 3                   |                     |  |
|  |               |             |          | Kina | 3                   |                     |  |
|  |               |             | Thailand | 0    |                     |                     |  |
|  | Thailand      | 3           | Thailand | 0    |                     |                     |  |
|  | Thailand      | 3           |          |      |                     |                     |  |
|  | Turkiet       | 2           |          |      | Match om tredjepris | Match om tredjepris |  |
|  | Turkiet       | 2           |          |      |                     |                     |  |
|  |               |             |          |      |                     |                     |  |
|  |               |             |          |      | Nederländerna       | 1                   |  |
|  |               |             |          |      | Nederländerna       | 1                   |  |
|  |               |             |          |      | Turkiet             | 3                   |  |

##### Semifinaler
| 4 juni 2016 Salle Omnisports du Pierrier, Montreux Speltid: 2h:08 - Åskådare: 2 020 | Thailand | 3 - 2 | Turkiet       | 25-22, 21-25, 25-18, 16-25, 19-17 |
| 4 juni 2016 Salle Omnisports du Pierrier, Montreux Speltid: 2h:15 - Åskådare: 1 325 | Kina     | 3 - 2 | Nederländerna | 20-25, 25-23, 23-25, 25-20, 15-9  |

##### Match om tredjepris
| 5 juni 2016 Salle Omnisports du Pierrier, Montreux Speltid: 1h:34 - Åskådare: 1 570 | Nederländerna | 1 - 3 | Turkiet | 21-25, 25-16, 25-15, 25-22 |

##### Final
| 5 juni 2016 Salle Omnisports du Pierrier, Montreux Speltid: 1h:17 - Åskådare: 2 500 | Kina | 3 - 0 | Thailand | 14-25, 20-25, 23-25 |

#### Match om femteplats
| 4 juni 2016 Salle Omnisports du Pierrier, Montreux Speltid: 1h:06 - Åskådare: 860   | Brasilien | 3 - 0 | Schweiz | 25-6, 25-18, 25-21               |
| 4 juni 2016 Salle Omnisports du Pierrier, Montreux Speltid: 2h:12 - Åskådare: 1 415 | Serbien   | 2 - 3 | Belgien | 22-25, 25-27, 25-21, 25-18, 8-15 |

## Slutplaceringar
| Pos | Lag           |
| --- | ------------- |
|     | Kina          |
|     | Thailand      |
|     | Turkiet       |
| 4   | Nederländerna |
| 5   | Belgien       |
| 5   | Brasilien     |
| 7   | Serbien       |
| 7   | Schweiz       |

## Individuella utmärkelser
| Utmärkelse              | Namn                | Lag      |
| ----------------------- | ------------------- | -------- |
| Mest värdefulla spelare | Hui Ruoqi           | Kina     |
| Bästa passare           | Nootsara Tomkom     | Thailand |
| Bästa högerspiker       | Gong Xiangyu        | Kina     |
| Bästa vänsterspiker     | Hui Ruoqi           | Kina     |
| Bästa vänsterspiker     | Ajcharaporn Kongyot | Thailand |
| Bästa center            | Zhang Xiaoya        | Kina     |
| Bästa center            | Hattaya Bamrungsuk  | Thailand |
| Bästa libero            | Piyanut Pannoy      | Thailand |